# Астероїд типу G
Астероїди типу G — досить рідкісний тип вуглецевих астероїдів, які входять до складу групи вуглецевих астероїдів. До цього класу належить найбільший астероїд — Церера.

## Характеристики
Астероїди даного типу за характеристиками в цілому близькі до типу C, але мають сильне ультрафіолетове поглинання на довжині хвилі 0,5 мкм. Також можуть бути присутніми поглинання на довжині хвилі 0,7 мкм, що свідчить про наявність силікатних матеріалів, таких як слюда і глина.
У класифікації SMASS цьому класу астероїдів відповідають Cgh і Cg класи, в залежності від наявності або відсутності поглинання на довжині хвилі 0,7 мкм.